# Маццарелло, Марсело
Марсело Маццарелло (исп. Marcelo Mazzarello, род. 13 февраля 1965) ― аргентинский актёр кино, театра и телевидения.

## Биография
Маццарелло начал изучать театральное искусство в возрасте 20 лет в семинарии Нормана Бриски. Его дебют состоялся в возрасте 30 лет в Паракультурном центре, расположенном в городе Буэнос-Айрес, где он выступал вместе с Хосе Луисом Оливером.
В 1992 году Маццарелло сыграл в театральной пьесе «Великая иллюзия», режиссера Дэвида Амитина, совершив тур по Германии в том же году.
После нескольких рекламных роликов он дебютировал на телевидении вместе с Гильермо Франселльей в 1997 году. В следующем году он сыграл шофера Моргана в телесериале «Дикий ангел». В 1999 году он снялся в сериале «Хорошие соседи» на канале Telefé.
В 2001 году был номинирован на «Серебряного кондора» за лучшую мужскую роль второго плана в фильме «Счастливые». А в 2007 году Маццарелло был номинирован на премию Мартина Фиерро за лучшую мужскую роль второго плана в телесериале «Ты — моя жизнь». В 2012 играл в сериале «История болезни».
В 2013 году он снялся в «Святые и грешники» вместе с Дарио Грандинетти и в том же году получил премию Морская Звезда за лучшую мужскую роль второго плана, совместно с Фернаном Мирасом. В 2019 году он снялся в третьем сезоне телесериала «Маргинал» на Netflix.

## Фильмография
| Год       | Название                     | Канал              | Роль                 |
| --------- | ---------------------------- | ------------------ | -------------------- |
| 1991 1993 | Большой, па!                 | Telefe             | Врач / официант      |
| 1997      | Оранжевый и средний          | Telefe             | Диоген «Коко» Пупато |
| 1998      | Твоя вещь-моя                | Canal 13           | Педро                |
| 1998—1999 | Дикий ангел                  | Telefe             | Морган               |
| 1999—2001 | Хорошие соседи               | Telefe             | Луис                 |
| 2003      | Маландры                     | Canal 9            | Тони                 |
| 2003      | Флавия                       | Canal 9            | Роло                 |
| 2004      | Нет кода                     | Canal 13           | Зета                 |
| 2005      | Люди чести                   | Canal 13           | Эстебан              |
| 2005      | Пункт 15                     | Telefe             |                      |
| 2006      | Ты — моя жизнь               | Canal 13           | Мигель               |
| 2007      | Почти ангелы                 | Telefe             | Плачущий клоун       |
| 2008      | Из любви к вам               | Canal 13           | Луис                 |
| 2011—2012 | Единственные                 | Canal 13           | Адольфо              |
| 2013      | История болезни              | Telefe             |                      |
| 2013      | Война соседей                | Telefe             | Франсиско            |
| 2014      | Вдовы и дети рок-н-ролла     | Telefe             | Поласо               |
| 2017      | Конферансье                  | TV Pública         | Виктор               |
| 2018      | Симона                       | Canal 13           | Хуан Альберто        |
| 2018      | Хост                         | FOX                |                      |
| 2019      | Маргинал                     | TV Pública/Netflix | Мигель               |
| 2020-2021 | Марадона, благословенный сон | Amazon             | Карлос               |